# Елеонора Вельянте
Елеонора Вельянте (ісп. Eleonora Vegliante; нар. 21 липня 1973) — колишня венесуельська тенісистка.
Найвищу одиночну позицію світового рейтингу — 550 місце досягла 5 Oct 1992, парну — 325 місце — 23 Nov 1992 року.
Здобула 1 парний титул туру ITF.

## Фінали ITF

### Парний розряд: 3 (1–2)
| Результат | Ранг | Дата            | Турнір             | Покриття | Партнерка             | Суперниці                          | Рахунок       |
| --------- | ---- | --------------- | ------------------ | -------- | --------------------- | ---------------------------------- | ------------- |
| Поразка   | 1.   | 13 жовтня 1991  | Сантьяго, Чилі     | Ґрунт    | Елене Капплер         | Пауліна Сепульведа Паула Кабесас   | 5–7, 6–2, 4–6 |
| Перемога  | 1.   | 4 жовтня 1992   | Ліма, Перу         | Ґрунт    | Марія Долорес Кампана | Анна Молл Катажина Малець          | 5–7, 7–5, 6–2 |
| Поразка   | 2.   | 12 вересня 1993 | Каракас, Венесуела | Ґрунт    | Марія Долорес Кампана | Белькіс Родрігес Йоанніс Монтесіно | 0–6, 1–6      |